# Chorley (Wrenbury)
Chorley – osada i civil parish w Anglii, w hrabstwie ceremonialnym Cheshire, w dystrykcie (unitary authority) Cheshire East. W 2011 roku civil parish liczyła 107 mieszkańców.